# کورائیم
بنای کورائیم مربوط به سده‌های میانه و متاخر دوران‌های تاریخی پس از اسلام است و در شهرستان نیر، بخش کورائیم واقع شده و این اثر در تاریخ ۶ دی ۱۳۴۷ با شمارهٔ ثبت ۸۲۶ به‌عنوان یکی از آثار ملی ایران به ثبت رسیده است.

## شهر تاریخی کورائیم
كورائيم از توابع شهرستان نير و استان اردبيل مي باشد كه در فاصله 55 كيلومتري مركز شهرستان نير و 34 كيلومتري مركز استان(اردبیل) قراردارد.
جمعيت شهر كورائيم طبق سرشماره سال 90 مطابق سرشماری معاونت برنامه‌ریزی استانداری اردبیل (دفتر آمار و اطلاعات) به تعداد 889 نفر مي باشد شهركورائيم مركز بخش كورائيم بوده كه مطابق تقسيمات كشوري داراي سه دهستان مهماندوست،يورتچي غربي و یورتچی شرقی مي باشد كه به علت كثرت روستاها كه حدود 70 روستا مي باشد و به علت پراكندگي آن‌ها امورات دهستان يورتچي غربي از طريق مركز شهرستان نير مي باشد.
جاده موصولاتي محور اردبيل – كورائيم و جاده كورائيم – نير مي باشد  روستای كورائيم  در سال 83 به  شهر تبديل و شهرداري در آن تاسيس و راه اندازي گرديده است.
كورائيم داراي آب و هوايي سرد سيري مي باشد و مذهب ساكنين آن تشيع مي باشد زبان مردم منطقه ترکی آذربایجانی است و داراي ۲ واحد مسجد مي باشد و مراكز باستاني آن بقعه تاريخي شيخ كورائيم در ضلع غربي و تپه تاريخي آن در ضلع شرقي واقع گرديده است  كل مساحت كورائيم ( محدوده خدماتي ) ۱۵۰ هكتار است مساحت زير كشت اراضي ۱۵۰۰ هكتار است و مساحت بافت مسكوني ۱۴.۱۰ هكتار است محصولات كشاورزي گندم، جو، عدس و سيب زميني ميباشد ميزان محصولات كه از گندم و جو به دست مي آيد در حدود ۳۵۰۰ تن مي باشد كه ۷۰۰ تن آن به خارج از استان صادر مي شود.
80% از ساختمان‌ها در كورائيم با مصالح آهن و شناژ (بتن مسلح) ساخته شده‌است و 20% از ساختمان‌ها از خشت و گل با سقف چوبي مي‌باشد.
ادارت و سازمانهاي مستقر در كورائيم به ترتيب – بخشداري كورائيم- شهرداري – فرماندهی انتظامی بخش – حوزه 2 شهيد اشرفي اصفهاني مقاومت بسيج كورائيم- خدمات كشاورزي – نمايندگي آموزش و پرورش – مخابرات – بانك كشاورزي – مركز بهداشت و درمان – دامپزشكي كورائيم – تعاوني روستايي كورائيم – نمايندگي تربيت بدني – كتابخانه عمومي شهر كورائيم مركز آموزش فني و حرفه اي كورائيم- شعبه برق كورائيم-ناحیه گاز-دارالقرآن-نمايندگي آب و فاضلاب  
كورائيم داراي زير بناي شبكه برق – آب آشاميدني –  گاز و مخابرات و سيستم تلفن همراه – راه موصولاتي آسفالته با مركز استان و شهرستان نير و مدارس ابتدايي و راهنمايي و دبيرستان و آمادگي مي باشد.
كورائيم داراي رودخانه قوريچاي در ضلع شرقي مي باشد محدوده جغرافيايي كورائيم در طول جغرافيايي 21/30/48 و عرض جغرفيايي 41/57/37 واقع گرديده شغل و معشيت بیشتر اهالي این شهر از كشاورزي، دمداري و دامپروري، باغداري و اصناف و کار در واحدهای کوچک کارگاهی و نهادهاي موجود مي باشد .
صنايع دستي كورائيم كه از گذشته رايج بوده فرش بافي، گليم بافي و جاجيم بافي است و ميزان زیر کشت كورائيم 1152 هكتار است كه سالانه 576 هكتار كشت مي شود ميزان برداشت محصول به‌طور ميانگين 1500 كيلو گرم در هكتار است نوع دام گاو- گاوميش گوسفند و بز مي باشد فاصله نزديكترين روستا 5 كيلومتر و دور ترين روستا 27 كيلومتر است و همسايگان شهري اين منطقه عبارتند از شمال غربي با شهرستان نير و در ضلع شرق با شهر هير و از شمال با مركز استان و از جنوب با شهر كيوي همسايه مي باشد.
وبلاگ عبدالله داستان کورائیم
شهر تاریخی کورائیم که امروزه به تپه‌ای از خاک تبدیل شده‌است مربوط به حدود ۱۰۰۰ سال قبل میلاد بوده‌است مردمان آن زمان از صنعتگران ماهر منطقه در زمینه تولید سفال بوده‌اند این منطقه جزء مناطق اصیل ترکی می‌باشند

## روستاهای بخش کورائیم
آغچه کهل                                        ۸                                            ۷
آقچای سفلی                                  ۱۲                                          ۳۸
2آقچای علیا                                     ۱۰                                            ۸'
آقچای وسطی                                  ۸                                             ۵
پارچین                                            ۴                                            ۱۷
پیله سهران                                     ۱۵                                            ۵
تازه قشلاق  
توتونسیز                                         ۱۲                                            ۶۲
جق جق وسطی                               ۸                                              ۷
جق جق علیا                                    ۷                                              ۶
حاجی محمود                                   ۵                                             ۳۸
خادملو                                             ۷                                             ۲۲
خرائیم                                             ۲                                              ۱۵
دابانلو                                             ۱۵                                              ۵
داشبلاغ                                           ۵                                              ۱۰
سایین                                             ۶                                              ۵۰
سقدل                                             ۱۴                                              ۸
سیاه پوش                                        ۱۲                                            ۲۰
صادقلو                                               ۹                                             ۱
قاسم قشلاقی                                    ۶                                              ۶
قلعه جوق                                            ۵                                             ۴۸
قوتولمش                                             ۵                                             ۱۲۳
کچل آباد                                              ۶                                               ۳
گللی                                                 ۱۷                                             ۲۲
وکیل آباد                                              ۱۵                                              ۳
آق درق                                                ۱۱                                              ۸
آق گونی                                               ۱۶                                              ۶
امین آباد                                                ۱۷                                             ۳۳
امین لو                                                  ۱۵                                             ۳۲
اوزان بلاغ                                               ۱۹                                             ۲۵
اینچه                                                     ۱۵                                             ۲۳
بوسجین                                                 ۹                                              ۱۴۰
تاج بیوک                                                 ۱۴                                              ۱۲
جین قشلاقی                                          ۱۱                                                ۶۹
خان قشلاقی                                           ۱۳                                                ۵۶
خانه شیر                                                ۱۵                                                ۱۰۷
خواجیم                                                   ۱۵                                               ۱۰
شمس آباد                                               ۵                                                 ۱۰
قره قاشلو                                                ۱۸                                                 ۱
قیه قشلاقی                                             ۱۷                                                ۲۷
کلاش برزگ                                               ۱۹                                                ۱۲
کهریز                                                        ۱۲                                                45
مزرعه داشبلاغ                                           ۱۴                                                 ۰
مزرعه وایباش                                             ۱۱                                                 ۰
ملا احمد                                                    ۱۶                                                ۱۷
مولان سفلی                                              ۱۴                                                  ۶
مولان علیا                                                  ۱۴                                                ۱۲
مهماندوست سفلی                                     ۱۲                                                ۲۲
مهماندوست علیا                                           ۹                                               ۷۵
هوادرق                                                       ۱۱                                                ۸

## آثار باستانی کورائیم
مشخصات بقعه شهر کورائیم
بقعه كورائيم در 30 كيلومتري جنوب شهر اردبيل در شهر كورائيم يكي از بخش‌هاي شهرستان نير قرار دارد. اين بقعه در وسط قبرستاني قديمي مربوط به قرن 6 هجري، بنا شده‌است مطالعات باستاشناسی و سبک معماری آن نشان می‌دهد که  قدمت تاریخی آن مربوط به  اواخر دوران مغول، بويژه تركمانان است. در  ورودي بقعه، به عرض 80  و به ارتفاع 150 سانتي‌متر است به منظور جلوگیری از تخریب این اثرتاریخی به همت  مسئولان ذیربط در سال 87 مرمت آن آغاز گردیده و به زودی به اتمام خواهد رسید این اثر در سال 6/10/1347 به شماره 826 جزو آثار تاریخی ملی به ثبت ملی رسیده است.

## پیداش کورائیم
قلعه کورائیم
بقعه کورائيم درشهرستان نیر ودر30 کيلومتري جنوب شهر اردبيل قرار دارد . بقعه دروسط قبرستاني است که احتمالااين قبرستان باقي مانده از دوران اسلامي است زيراسنگ قبرهايي متعلق به قرن 6 هجري در آن ديده مي شود. بقعه کورائيم بشکل بنايي چهار گوش است که اندازه هر ضلع آن 5متر اندازه گيري شده‌است وگنبداجري کوچکي روي انرا مي پوشاندکه بعلت دوپوش نبودن گنبد بنادر حل انهدام وويراني است. درقسمت شمالي بنا سر در کوچکي باتاق فرو ريخته وجود دارد.عرض در ورودي بقعه80سانتي متر و ارتفاع ان 150سانتي متر است وعلي الظاهر نشان قبري در داخل بقعه مشهود است. سبک معماري مصالح بکار رفته در ان چنين مي نمايند که بقعه احتمالا متعلق به حدود قرن7تا اواخرحکومت مغولان يا اولين سال‌هاي حکومت ترکمنان در آذربايجان باشد. البته در جلد دوم کتاب اردبيل در گذر گاه تاريخ مولف کتاب از يک بناي مربوط به دوره ساساني درکورائيم سخن به ميان آورده ولي بعيد به نظرمي رسد منظور همان مقبره باشد. بقعه مزبور تحت شماره826به ثبت اثار تاريخي کشور رسيده است.
قلعه يري
از ديگر دژهاي واقع در توابع کوراييم دژي است که بر روي کوهي نسبتا مرتفع در جنوب کورائیم در روستاي دابانلو واقع شده قلعه يري است. وجودسفالهاي نخودي رنگ و به صورت هندسي بسيار خشن وجود مقایر و تعداد و وسعت زياد آن‌ها در سطح کوه وسنگهاي بزرگ اين قبرها از ويژگيهاي خاص اين منطقه باستاني است. منطقه مزبور متشکل از يک گورستان متعلق به دوران پيش از تاريخ  و يا پيش از هزاره دوم ق. م و ديگري قلعه اي متعلق به دوران تاريخي قبل از هزاره اول ق. م مي باشد.
قبرستان کورائيم
قبرستان مزبور باقي مانده از دوره اسلامي و از قرن 6 هجري است و درکورائیم قرار دارد و بقعه کورائیم دراين قبرستان قرار دارد. سنگ قبرهايي متعلق به همان زمان‌ها در اين قبرستان به چشم ميخورد.
تپه قلعه کورائیم
يکي از مهمترين محوطه هاي باستاني واقع در شهر کورائیم تپه قلعه کورايیم است که به صورت تپه اي در منطقه اي نسبتا هموار قرار گرفته‌است. ارتفاع تپه از سطح درياهاي ازاد حدود1575  متر و از سطح زمينهاي اطراف در بالا ترين قسمت حدود 15متر است که در طول جغرافياي 48درجه و30دقيقه و21ثانيه از نصف النهار گرويچ و در عرض جغرافيايي 37درجه و57دقيقه و21ثانيه از نصف النهار گرويچ و در عرض جغرافيايي 37درجه  و57دقيقه و 41ثانيه از خط استوار واقع شده‌است. در قسمت شرق اين تپه و در فاصله حدود110متري ان رودخانه قوريچاي قرار دارد. تپه مزبور برجسته ترين قسمت زمينهاي واقع درشهر کورائیم محسوب ميشود که در قسمت‌هاي بريده نشده با شيب ملايمي به زمينهاي اطراف منتهي مي شود. تپه مزبوردر فاصله 21کلومتري مرکز شهرستان نير و 34کيلومتري مرکز استان اردبيل قراردارد. محوطه باستاني قلعه کورائيم تپه به شکل دايره نزديک به بيزي با ابعاد 75در80متر مساحت تقريبي 10000متر مربع است که در قسمت شهر کورائيم و قسمت غرب رود خانه قوريچاي واقع شده و اشراف تپه به دشت هاي اطراف ان را به صورت قلعه اي مطرح ميکند که احتمالا در قبل از اسلام و مخصوصاً هزاره اول ق. م به انوان يک قلعه نظامي و دفاعي مهم مورد استفاده قرار مي گرفته‌است. تپه مزبوربه لحاظ گستردگي وتنوع اثار از مهمترين محوطه هاي باستاني استان اردبيل محسوب ميشود و ميتواند در تکميل گاهنگاري استان و ارتباط ان با فرهنگ‌هاي همجوار و مطالعه حوزه جغرافيايي اردبيل در عصر تمدنهاي اورارتويي ماننايي و ورود اقوام کوچرو کمک قابل ملاحظه اي نمايند.
با توجه به به اثار و بقاياي سفالي تپه مزبور مربوط به دوران پيش از تاريخ {اواخر هزاره دوم قبل از ميلاد}تا دوران اسلامي مي باشد. در رابطه با وجه تسميه اثر نيز طبق گفته اهالي بومي و روايات و داستان هايي که در بين اهالي نقل ميشود کوراييم وخوراييم دو برادر بوده‌اند که در زمان‌هاي دور دو روستاي مجاور کوراييم و خوراييم را به نام خودشان بنا نهاده‌اند. لازم به ذکر است طبق گفته اهالي روستاي موسوم به خوراييم هم در نزديکي اين شهر کوچک وجود دارد.عده اي ديگر از اهالي هم چنان عقيده اي دارند که کوراييم نام يک طايفه ي کرد بوده که به اين مکان امده‌اند و در ان اگامت گزيده و آن را بنا کرده‌اند. به لحاظ معناي لغوي کورائيم واژه اي مرکب و متشکل از دو کلمه ترکي کور{نابينا}و اييم{ماهم}است که در مجموع ماه کوروم معنئ ميدهد. با وجود اهميت تاريخي و باستاني تپه مزبور متأسفانه تا کنون هيچگونه مطالعه علمي باستانشناسي اعم از برسي گمانه زني و يا کاشف در اين محوطه صورت نگرفته‌است.
وجود گونه هاي متنوع سفالي مربوط به دورانهاي مختلف قبل و بعد از اسلام به رنگ‌هاي مختلف که نشان دهنده تداوم استقرار در اين منطقه باستاني است و همچنين خاکستر ولايه هاي سوخته که مقاطع ايجاد شده در سمت شرق تپه بوضوح قابل رويت ميباشداز بارز ترين ويژگيهاي محوطه باستاني مزبور مياشد.
متأسفانه فعاليت هاي ساختمان سازي وکشاورزي ساکنان شهر کورائيم در قسمت هاي مختلف محوطه باستاني بخصوص در قسمت‌هاي شمال غرب و ايجاد راه ارتباطي در جنوب شرق آن که منجر به بريده شدن بخشي از عرصه تپه شده از مهمترين و بارز ترين آسيبهاي مربوط به دخل و تصرف انسان در آنست.
علاوه بر اين محوطعه باستاني کوراييم در نقات مختلف مورد کاوشهاي غير مجاز جويندگان عتيقه قرار گرفته که آاثار ان بر سطح و دامنه هاي تپه مشهود است. برداشتن خاک تپه براي مصارف مختلف ساختماني و کشاورزي دامنه هاي تپه را برش داده وانرا به صورت ستوح شيب دار در آورده‌است.علاوه بر عوامل مخرب انساني فوق عوامل جوي و اقليمي نيز نقش فراواني در تخريب و فرسايش محوطه باستاني شده‌اند. با توجه به اينکه تپه در محدوده داخل شهر کورائيم واقع شده و زمينهاي کشاورزي و منازل مسکوني از همه طرف آن را احاطه کرده‌اند براي جلو گيری از تخريب و دخل و تصرفات غير مجاز در آن تعيين عرصه و حريم و انجام بررسي و کاوش علمي باستانشناسي ضروري به نظر می‌رسد.
سوابق پژوهشي تپه قلعه کوراييم
با وجود غناي آثار فرهنگي و تاريخي منتقه اردبيل متأسفانه کارهاي تحقيقاتي و پژوهشي اندکي در زمينه شناخت اين اثار صورت گرفته‌است و در مورد تپه قلعه کوراييم هم تا کنون هيچ کاري صورت نپزيرفته وکار تحقيقي تعين حريم اين محوطه اولين تلاش در زمينه شناسايي ابعاد فرهنگي در جهت حفظ و حراست آن است. منبع:وبلاگ داستان کورائیم

## دهستان آغچه کهل
این دهستان یکی از مرتفع‌ترین روستاهای منطقه بوده‌است و اهالی آن از قدیم ثروتمندترین اشخاص منطقه بوده‌اند